# Iraans-Koerdistan

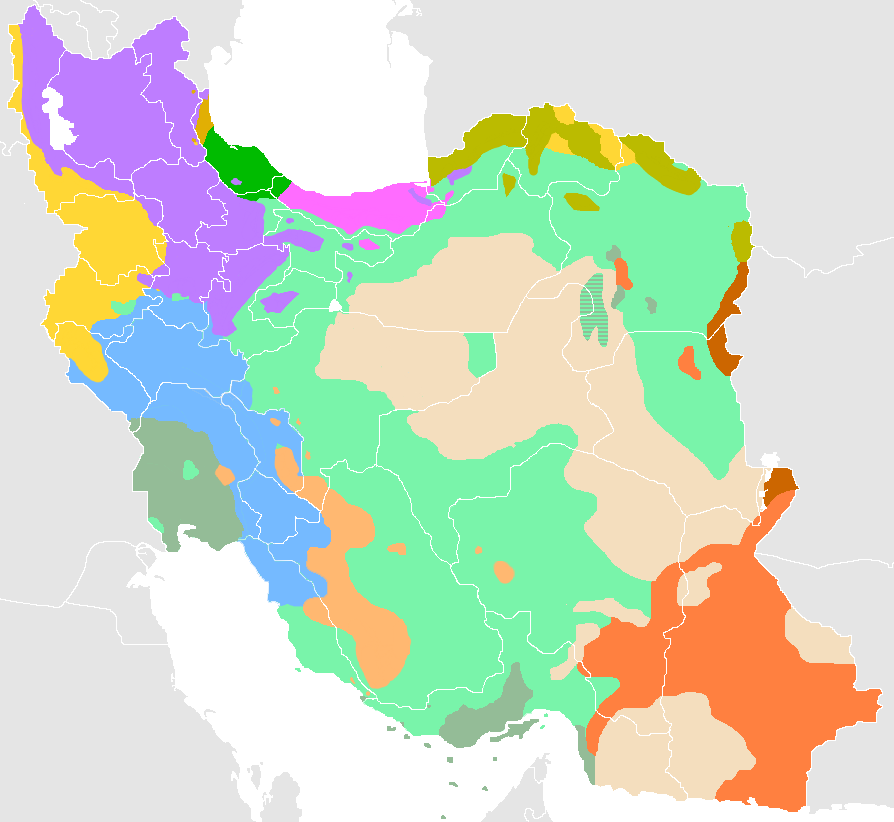
Koerdisch sprekend deel van Iran (in geel) 2022

Iraans-Koerdistan of Oost-Koerdistan (Koerdisch: Rojhilatê Kurdistanê) is de onofficiële naam voor delen van het noordwesten van Iran bewoond door Koerden, die aan Irak en Turkije grenzen. Het omvat Kordestan, Kermanshah, Ilam en delen van Parti dell' West-Azerbeidzjan.
Koerden zien Iraans-Koerdistan (Oost-Koerdistan) als een van de vier delen van een groter Koerdistan, dat ook delen van het zuidoosten van Turkije (Noord-Koerdistan), het noorden van Syrië (West-Koerdistan) en het noorden van Irak (Zuid-Koerdistan) bevat.
Van de twaalf tot vijftien miljoen Iraanse Koerden is een groot deel sjiitisch.
Iraaks-Koerdistan ·
Iraans-Koerdistan · 
Syrisch-Koerdistan ·
Turks-Koerdistan

Emiraat Biyara ·
Koninkrijk Koerdistan ·
Republiek Ararat ·
Republiek Mahabad